# JazzSoul.pl
JazzSoul.pl – polski muzyczny portal internetowy stworzony 15 marca 2011 roku w Warszawie przez pasjonatów muzyki – Mateusza Rymana i Damiana Tomczyka.
Portal prezentuje informacje dotyczące nowości muzycznych (związanych m.in. z muzyką jazzową, soulową, R&B, alternatywną oraz funkową), wywiady z artystami, recenzje albumów studyjnych oraz autorski cykl Zaprezentuj się mający na celu promocję nowych wykonawców.

## Historia
Oficjalne otwarcie portalu odbyło się 15 marca 2011 roku w warszawskim klubie jazzowym Mała i Czarna, gdzie zorganizowany został z tej okazji specjalny koncert inauguracyjny, w trakcie którego zagrali: The Cookies, Szymon Makohin oraz Nick Sinckler.
Od początku istnienia portalu przedstawiciele serwisu zaczęli uczestniczyć w panelach dyskusyjnych lokalnych wydarzeń muzycznych (np. podczas Festiwalu Kultury Żydowskiej „Warszawa Singera” w 2014 roku), sam portal obejmuje patronaty medialne nad wieloma wydarzeniami kulturalnymi w kraju oraz nad akcją Legalna Kultura zachęcającą odbiorców do czerpania z legalnych źródeł zasobów kulturalnych.
W lutym 2012 roku serwis został organizatorem serii koncertów w Warszawie zatytułowanych Piątkowe Wieczory z Muzyką Duszy, w ramach którego wystąpili m.in. Marcelina, Olga Matuszewska oraz Imagination Quartet. Pod koniec kwietnia 2013 roku założyciele portalu zorganizowali specjalny koncert urodzinowy w klubie COCOdeORO z okazji drugiej rocznicy powstania strony, na którym gościnnie zagrali: Marcelina, Robert Cichy, Natalia Lubrano, Natalia Przybysz, Mariusz Obijalski, Aleksandra Galewska, Eskaubei i Szymon Makohin. W listopadzie 2014 roku polska wokalistka Paulina Lenda we współpracy z Anastasją Black i Arturem Sienickim zrealizowała na terenie Londynu dziesięcioodcinkowy cykl muzyczny zatytułowany London Video Sessions dla JazzSoul.pl, na potrzeby którego nagrała dziesięć klipów z wykonaniami swoich wersji utworów.
Na przełomie grudnia 2014 i stycznia 2015 roku portal zorganizował specjalny cykl Podsumowanie roku 2014, w ramach którego swoje zestawienia najlepszych albumów muzycznych roku przygotowali tacy wykonawcy, jak m.in. Adam Bałdych, Natalia Lubrano, Paulina Przybysz, Ania Szarmach, Iza Kowalewska, Piotr Schmidt, Daddy’s Cash oraz Wojtek Mazolewski.
Na łamach serwisu ukazało się wiele wywiadów z polskimi i zagranicznymi osobistościami muzycznymi, takimi jak m.in. Lindsey Stirling, Paloma Faith, Zaz, Jessie Ware, Il Volo, Matt Dusk, Lisa Stansfield, Hurts, Noa, Ella Eyre, Imany, Asaf Awidan, Elaiza, Nabiha, Benjamin Clementine, Selah Sue, Cris Cab, Charlie Winston, Indila, Bo Saris, Włodek Pawlik, Adam Bałdych, Maria Sadowska, Wojtek Mazolewski, Natalia Przybysz, Adam Strug, Michał Rudaś, Katarzyna Groniec, Michał Bajor, Kayah, Michał Kaczmarek, Łukasz Dyczko i Janusz Radek.